# 大東方號

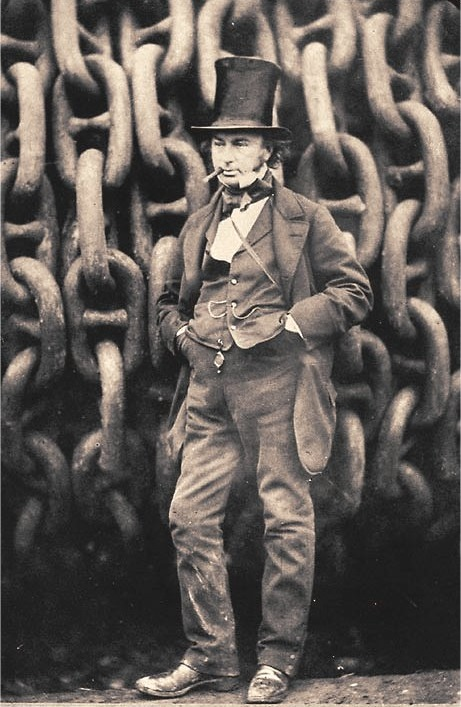
1857年布魯內爾與幫助大東方號下水的巨大鐵鏈合照

大東方號（英語：SS Great Eastern）是一艘在19世紀所建造的巨型蒸汽船，設計者是伊桑巴德·金德姆·布魯內爾，它的載客量達4000人，船長690英尺，是当时世界上最長的船，能夠裝五萬噸煤，需要二百多名燒煤工人日以繼夜地工作以提供動力，四個蒸氣引擎共產生超過8000匹馬力。
英國廣播公司在一部於2003年開始播映的紀錄片中把大東方號列為「工業世界的七大奇蹟」之一。

## 背景
大東方號的誕生需從英國大西部鐵路公司於1830年代末開始將事業拓展到大西洋航運開始說起；在該公司聲譽卓越、天才與野心皆具的設計者布魯內爾的規劃下，大東方號兩艘小得多的(但尺寸在當帶仍稱的上大型船隻)姊妹艦─大西方号與SS大不列顛─已先後為該公司的航運事業贏得世界最大蒸氣船、第一艘大西洋定期航班蒸氣機客輪與藍緞帶獎的榮譽。既得的成功使與布魯內爾希望打造一艘用於英國-印度-澳洲航班，世界上最巨型、最豪華的遊輪，其載客量達4000人。1852年，他向專為東方航線成立的東方航運公司提出他的設計，希望公司能贊助他興建此巨型遊輪，但它史無前例的巨大令投資者卻步－對當時的人們來說，這麼大的船連能否浮在水面上都是個問題。在歷經爭論後，公司最後批准贊助他興建此巨型遊輪，而布魯內爾亦找來著名造船工程師約翰·史考特·羅素替他建船，但他們仍有一個難題未解決，就是怎樣才能讓這船長是當時一般客貨船6倍的巨無霸成功下水。

## 歷史

### 建造過程
大東方號建造當時，是世上最大的船隻，並使用了先進的設計，長690英尺，載客量達4000人，航速達13海哩，船隻幾乎是全金屬製造，船殼首創先例的由兩層共19毫米厚的金屬板組成，因此它的滿載排水量達到32,000公噸。大東方號在倫敦的拉塞爾造船廠建造，但在建造之前的1853年9月10日，拉塞爾造船廠失火，造成包括大東方號在內許多船隻的珍貴資料被燒毀，由於拉塞爾沒有買保險，使他被迫要向銀行借貸才能有足夠資金建造船隻。
由於拉賽爾造船廠不曾－事實上，沒有一家造船廠曾經－建造如此巨艦，沒有足夠縱深的船台來建造大東方號成了問題。作為解決方案，船廠採用了橫向船臺來建造船隻。相對地，這也使大東方號需以側面下水法下水。

### 下水儀式、轉賣及試航事故
1857年11月，接近一萬人前往參觀大東方號的下水儀式。該船下水方法是以數以百計的巨大鐵鏈把它拖到水上，可是過程並不順利，有工人亦因此受了傷，使下水儀式被迫暫停，而該船亦只移動了四呎。即使後來人們努力地嘗試完成下水儀式，但都只是移動多了30英尺，直到1858年1月30日，大東方號才利用潮漲時首次浮在水上，「成功地」完成下水儀式。
然而在下水之後，後續工程卻因建造費用的嚴重超支而停擺，大東方號的建造費用高達50萬英磅，是原本預算的四倍。無力繼續承擔的結果是不得不將船轉賣，大東方號就保持停工漂浮狀態直到1859年Great Ship Company公司將船隻買下為止。拉塞爾船廠於同年8月完成內部工程，9月9日搭載了418名船員和35名乘客展開試航，卻由於通風管阻撓發生了爆炸意外，造成6名船員死亡。
由於船隻的轉手、財務的失敗與試航的事故，布魯內爾大受打擊，他必須面對名譽的一落千丈與龐大的債務，這位偉大的工程師就這樣在失意中於1859年9月15日去世。

### 實際營運
修復後的大東方號，被船公司用於美國航線而非設計布魯內爾所規劃的印度澳洲航線。1860年6月17日大東方號在空船狀態下首航紐約，並於進港時得到高規格的歡迎，船公司先是在停泊期間提供售票參觀，隨後安排了兩次宣傳性質的短程航行。大東方號當代巨輪的名氣為第一次航行吸引了2400名的乘客，但糟糕的是這次航行卻未能獲得好評－未到位的服務水準使乘客們無法在船上體驗到巨大以外的任何優點，惡劣的口碑使第二次航行的載客率慘不忍睹，只有不到百人乘船。
大東方號接下來的正式營運生涯同樣慘澹，它原為超長程航班設計的4000人載客量從來未曾滿載(最高記錄為1862年8月的1500人)，與巨大船身成正比的高昂營運成本使其每發船一次即虧損一次，再加上厄運纏身般的事故不斷。船公司不得不在將大東方號停航並尋求出售。
1864年大東方號二度轉手，買主丹尼爾·古區是一名與大東方號的「故鄉」大西方鐵路公司有著深厚淵源，且與布魯內爾齊名的優秀工程師。

### 成功的電纜鋪設船
丹尼爾·古區看上了大東方號為遠洋航行所作的設計與巨大的承載空間，將之改裝為一艘電纜敷設船。完成改裝的1865年即受大西洋電報公司委託進行自愛爾蘭到加拿大紐芬蘭間，跨大西洋海底電纜的鋪設作業。雖然該次工程因電纜的半途斷裂而功敗垂成，但1866年進行的第二次嘗試卻十分順利，大東方號甚至在回程時順道回收了前次掉落到6,000英呎海底的電纜線。1866年6月28日，大東方號自船上發送電報，宣告了跨大西洋海底電纜的正式啟用。雖然大西洋電報公司早先在1858年即在同路線上完成了史上第一條大西洋海底電纜，但在完工後三週斷裂，因此大東方號所鋪設的電纜成為實用意義上的第一條跨大西洋海底電纜，而大東方號也自然以建造者的名義分享這份殊榮。
隨後的八年間，大東方號又鋪設了兩條跨大西洋、一條跨太平洋及一條跨印度洋的海底電覽，儼然成為長程海底電纜鋪設的專門艦隻。大東方號於1870年與1873年的兩次鋪設工程中來道了布魯內爾所設想的航行目的地印度，並在布魯內爾設想不到的用途上贏得了應有的、遲來的尊敬。
1868年，因應法國舉辦世界博覽會的載客需求，大東方號曾再度被改造為客輪進行大西洋航運，不過其僅僅進行了一次航班就因為出資的法國大東方號公司倒閉而草草結束。但這僅有一次的航班仍讓當時乘客之一的著名科幻小說家儒勒·凡尔纳對巨大的大東方號留下深刻的印象，而於1871年發表了以大東方號為故事舞台的小說『海上都市(A Floating City（页面存档备份，存于）)』

### 報廢
但就在1874年，大東方號的電纜船生涯也到了盡頭－專門鋪纜船的完工使它不再具備優勢，而它16年的船齡對19世紀鋼殼船的標準來說也已老朽。結束了電纜工作艦生涯的大東方號隨即被閒置在港口，1885年時以26,000英磅的價格賣給Lewis's百貨作為浮動廣告看板。1888年，大東方號正式報廢，被當成廢鐵的以16,000英磅賣給拆船公司，次年1月1日開始解體，其一萬六千噸的巨體花了整整兩年才解體完成。一個廣泛流傳的傳說指解體期間在雙層船殼內發現兩具疑似建造被封死在艙底而無人發覺的造船工的骨骸，為好事者對大東方號那坎坷的命運提供了迷信的解答。解體後，大東方號的主桅杆被英格蘭最偉大的足球球會之一利物浦足球會購買，作為其主場晏菲路球場的旗杆，至今仍然豎立在高普（Kop）看台一側。

## 外部連結
- BBC - History - British History in depth: The 'Great Eastern'（页面存档备份，存于）